# Post Human: Survival Horror
Post Human: Survival Horror — мини-альбом британской рок-группы Bring Me the Horizon. Он был выпущен 30 октября 2020 года на лейбле Sony Music Entertainment. Ему предшествовали четыре сингла: «Parasite Eve», «Obey» и «Teardrops». «Ludens», который ранее был выпущен в качестве сингла для саундтрека Death Stranding в ноябре 2019 года, также был включен в трек-лист. Релиз был спродюсирован фронтменом Оливером Сайксом и клавишником Джорданом Фишем, а также композитором Миком Гордоном. Это первый в серии из четырёх проектов, выпущенных группой под названием «POST HUMAN». Релиз получил положительные отзывы критиков, причем некоторые сочли его возвращением к более тяжелому звучанию раннего материала группы.

## Происхождение и запись
20 марта 2020 года группа объявила, что они находятся в домашней студии, пишут и записывают материал для своей восьмой пластинки, будет мини-альбомом (EP), часть которой будет спродюсирована композитором видеоигр Миком Гордоном. После игры в Doom Eternal во время COVID-19 и вдохновившись саундтреком Гордона к игре, вокалист Оливер Сайкс связался с Гордоном, чтобы помочь спродюсировать песню «Parasite Eve» и релиз в целом. В августе 2020 года клавишник группы Джордан Фиш дразнил, что группа планирует выпустить серию релизов. Говоря о релизах, Фиш заявил:
«Когда мы начнём готовится к другим EP, это даст нам шанс, привлечь других людей для создания, которые будут нестандартными для нашей группы.»
Вокалист группы Сайкс также заявил, что они выпустят четыре EP под названием «Post Human», заявив, что:
«Каждый из них будет совершенно другим со своим собственным звуком и настроением. Это единственное, чего мы никогда по-настоящему не делали. На наших пластинках часто была четкая тема, но музыка всегда ощущалась как коллаж. Это круто, и мне это нравится, но иногда вам нужен саундтрек для определённого случая и эмоций.»
2 ноября 2020 года Фиш объяснил в интервью, что он неправильно понял записи, потому что она не должна была заканчиваться 9 треками:
«Я не думал, что это будет девять треков. Я думаю, вероятно мы использовали неправильную терминологию в первую очередь, я не думаю, что мы должны были говорить EP…»
В то время как Сайкс был помещен в карантин во время COVID-19 в 2020 году, он часто слушал рок-дуэт Nova Twins. Члены группы Эми Лав и Джорджия Саут также были помещены в карантин, после отмены их концертов в марте 2020 года. Некоторое время спустя с дуэтом связался Джейсон Аалон Батлер который сказал им, что Сайкс и Фиш хотят поговорить с ними. На следующий день Сайкс отправил им сообщение в Instagram и отправил незаконченную версию песни «1x1». Поскольку Сайксу нужно было закончить трек в течение недели, Nova Twins записали и отправили свои партии через два дня и добавил «несколько странных басовых звуков».

## Композиция

### Тексты песен и темы
Сайкс заявил, что песни были написаны, чтобы справиться с пандемией COVID-19. В интервью NME Сайкс сказал, что «1x1» был написан о «вине, которую мы, как общество, несем за то, что мы сделали с другими видами, этническими группами и другими полами», а также черпал вдохновение из своей прошлой истории и борьбы с наркоманией.

### Влияние и стиль
Жанры альбома были описаны как альтернативный метал, металкор, электроник-рок, ню-метал, индастриал-метал, хард-рок, электроника, EDM и электроникор. Альбом упоминается как играющий значительную роль в укреплении зарождающегося движения возрождения ню-метала конца 2010-х годов на альтернативной музыкальной сцене. Wall of Sound отметила «риффы, вдохновленные трэш-металлом» на песне "Dear Diary, ". Они также сравнили «Teardrops» с Linkin Park и назвали её ню-метал треком. По данным The Independent, песня «Kingslayer»: «использует трэш и скриминг для кошмарного рейва…» В песне участвует японская метал-группа Babymetal. Во время интервью Фиш и Ли Малиа рассказали, что Babymetal первоначально записали свои партии на английском языке, прежде чем Сайкс попросил их перезаписать на японском.

### Продвижение и выпуск
6 ноября 2019 года группа выпустила новую песню под названием «Ludens». Он был выпущен в рамках Death Stranding вместе с новостями о том, что группа не планирует выпускать альбом и вместо этого хочет выпустить EP в будущем. 25 июня 2020 года группа выпустила первый сингл «Parasite Eve» вместе с музыкальным видео. Ожидалось, что она выйдет 10 июня 2020 года, но из-за протестов в поддержку Джорджа Флойда и движения Black Lives Matter песня была перенесена на 25 июня. В тот же день группа также объявила о новом проекте, над которым они работали, под названием Post Human, который, по их словам, будет выпущен четырьмя EP в течение следующего года, которые в совокупности составят альбом.
2 сентября группа выпустила вместе с английским певцом Yungblud новый совместный сингл «Obey» и музыкальное видео, а 14 октября группа официально объявила через социальные сети, что Post Human: Survival Horror выйдет 30 октября 2020 года. Группа объявила о турне по Великобритании в поддержку релиза в 2021 году. 22 октября, за неделю до даты релиза, был выпущен третий сингл «Teardrops» вместе с сопровождающим музыкальным видео.

## Приём критиков
| Совокупная оценка    | Совокупная оценка |
| Источник             | Оценка            |
| -------------------- | ----------------- |
| AnyDecentMusic?      | 6.9/10            |
| Metacritic           | 82/100            |
| Оценки критиков      |                   |
| Источник             | Оценка            |
| AllMusic             | [ 11 ]            |
| Clash                | 7/10              |
| Gigwise              | [ 5 ]             |
| The Independent      | [ 8 ]             |
| Kerrang!             | 4/5               |
| The Line of Best Fit | 7.5/10            |
| NME                  | [ 6 ]             |
| Riff Magazine        | 9/10              |
| Sputnikmusic         | 2.7/5             |
| Wall of Sound        | 8.5/10            |

Post Human: Survival Horror получил в целом положительные отзывы от критиков. На Metacritic, который присваивает рейтинг опираясь на 100 отзывов основных критиков, альбом имеет средний балл 82 из 100, что указывает на «всеобщее признание». Джош Грей из Clash положительно отнесся к релизу, заявив: «как указано в его названии, названия треков…эта запись может похвастаться серьёзной Энергией Больших видеоигр, присутствием DOOM…композитора Мика Гордона. Гордон помогает группе вернуть в свою музыку немного высокооктановой свирепости, и такие треки, как „Obey“ и „Ludens“, звучат потрясающе в паре с грохотом ваших пуль, косящих волну за волной пришельцев/зомби». Wall of Sound похвалила релиз, сказав: «После многих лет более мягкого звучания, пробования новых вещей, чтобы доказать свою ценность, Bring Me the Horizon удивит даже самого большого критика. В нём есть оттенок всего, что они производили в течение последнего десятилетия, и это альбом действительно показывает их как одну из лучших рок-групп в мире на сегодняшний день.»
Лавия Томас из Gigwise положительно отнеслась к релизу и почувствовала, что релиз «использовал корни, сохраняя при этом свежесть». Эндрю Тренделл из NME положительно отнесся к релизу и заявил, что некоторые песни «имеют чистую агрессию, которая восходит к более тяжёлым альбомам Suicide Season 2008 года и 2010 года There Is a Hell, Believe Me I’ve Seen It. There Is a Heaven, Let’s Keep It a Secret...» Ник Раскелл из Kerrang! считается, что релиз был «катарсическим» и «тяжёлым», и что в релизе есть элементы знакомого среди творчества. Нил Юнг из AllMusic похвалил релиз, заявив, что «Survival Horror-одна из лучших крайностей группы, обеспечивающая достаточную жестокость, не жертвуя своим эволюционирующим видением того, насколько мелодичной и экспериментальной может быть металл-группа.»
The Independent также положительно отнеcся к релизу, назвав его «…саундтреком, подходящим для конца света». Каллум Фоулдс из The Line of Best Fit заявил, что «… в релизе запечатлели, ошеломляющее явление — всемирную пандемию». Майк Девальд из журнала Riff был очень позитивен и заявил, что «запись сразу же удовлетворила». Sputnikmusic был менее позитивен, заявив: «Post Human: Survival Horror…[это] звуковой эквивалент фаст-фуда, вы будете потреблять его, наслаждаться им и забывать о нём сразу после того, как закончите его, но это весело, пока оно длится»

### Награды
| Издательство      |                                            | Рейтинг | Ссылка |
| ----------------- | ------------------------------------------ | ------- | ------ |
| Alternative Press | Alternative Press's 50 best albums of 2020 | —       | [ 16 ] |
| Exclaim!          | Exclaim!'s 25 best EPs of 2020             | —       | [ 17 ] |
| Kerrang!          | Kerrang!'s 10 best EPs of 2020             | 1       | [ 18 ] |
| NME               | NME's 20 best EPs and Mixtapes of 2020     | —       | [ 19 ] |
| Punktastic        | Punktastic's Top 25 albums of 2020         | 14      | [ 20 ] |
| Revolver          | Revolver's 25 best albums of 2020          | 7       | [ 21 ] |
| Riff Magazine     | Riff Magazine's 75 best albums of 2020     | 33      | [ 22 ] |

## Список композиции

### Стандартное издание
| №                   | Название | Длительность |
| ------------------- | --- | ------------ |
| 1.                  | «Dear Diary,»                                                                                                  | 2:44         |
| 2.                  | «Parasite Eve*»                                                                                                | 4:51         |
| 3.                  | «Teardrops» | 3:35         |
| 4.                  | «Obey» (совместно с Yungblud)                                                                                  | 3:40         |
| 5.                  | «Itch for the Cure (When Will We Be Free?)»                                                                    | 1:26         |
| 6.                  | «Kingslayer» (совместно с Babymetal)                                                                           | 3:38         |
| 7.                  | «1x1» (совместно с Nova Twins)                                                                                 | 3:29         |
| 8.                  | «Ludens*» | 4:40         |
| 9.                  | «One Day the Only Butterflies Left Will Be in Your Chest as You March Towards Your Death» (совместно с Эми Ли) | 4:03         |
| Общая длительность: | Общая длительность:                                                                                            | 32:10        |

### Японское делюкс издание
| №                   | Название                   | Длительность |
| ------------------- | -------------------------- | ------------ |
| 10.                 | «MANTRA (Live in Tokyo)»   | 4:23         |
| 11.                 | «Medicine (Live in Tokyo)» | 3:50         |
| 12.                 | «Ludens (Live in Tokyo)»   | 5:58         |
| Общая длительность: | Общая длительность:        | 46:21        |

- Специально для физического издания альбома указанные треки были пересведены.

## Состав записи

### Bring Me the Horizon
- Оливер Сайкс — вокал, музыкальный продюсер, звукорежиссёр
- Ли Малиа — гитара
- Джордан Фиш — музыкальное программирование, музыкальный продюсер, бэк-вокал, фортепиано, звукорежиссёр, вокальная инженерия
- Мэтт Кин — бас-гитара
- Мэтт Николлс — барабаны

### Приглашённые музыканты
- Мик Гордон — дополнительные синтезаторы, дополнительная перкуссия, дополнительное производство
- Toriel — бэк-вокал (2)
- Yungblud — вокал (4)
- Сэм Уинфилд — вокал (4)
- Том Миллар — вокал (4)
- Джайлс Стелфокс — вокал (4)
- Люк Буривуд — вокал (4)
- Клейтон Дикин — вокал (4)
- Джордан Бэггс — вокал (4)
- Babymetal — вокал (6)
- Эми Лав — вокал (7)
- Южная Джорджия — бас (7)
- Эми Ли — вокал, бэк-вокал (9)
- Крис Афины — мастеринг
- Зак Кервин — сведение (все треки), запись
- Карл Браун — запись барабанов (4)
- Дэн Ланкастер — барабанная техника (8)
- Watametal — запись (6)
- Бен Битэм — запись (7)
- Фил Горнелл — ассистент инженера (8)
- Клаудио Адамо — ассистент инженера (8)
- Алисик — художественное произведение